# Sargantana roquera
La sargantana roquera, sargantana de paret o sargantilla (Podarcis muralis) és un sauròpsid (rèptil) escatós de la família dels lacèrtids distribuïda per Europa centro-meridional fins a Anatòlia i que es pot trobar en molts indrets dels Països Catalans, especialment a la meitat nord en ambients eurosiberians.

## Distribució
La sargantana roquera es distribueix per gran part d'Europa, des de l'oceà Atlàntic fins al nord d'Anatòlia, i ha estat introduïda als Estats Units, on s'expandeix actualment per les terres de Kentucky i Ohio. A la península Ibèrica es restringeix a la franja eurosiberiana (des del límit entre Galícia i Astúries fins als Pirineus de Catalunya), el Sistema Ibèric i el Sistema Central. A les terres baixes del sud és substituïda per la sargantana ibèrica (Podarcis hispanica). A Itàlia i als Balcans arriba més al sud. També hi ha poblacions insulars en diversos illots del Mar Cantàbric, Ligúria i la costa atlàntica francesa, entre els quals s'inclouen les Illes Anglonormandes.

## Descripció física
La longitud dels mascles, sense comptar la cua, és d'entre 48 i 68 mm. Les femelles poden arribar a grandàries més grans, si bé la diferència no sol arribar al mil·límetre, en algunes poblacions (per exemple els de la serralada Cantàbrica) aquesta diferència de mida no existeix.
La coloració consisteix en una gran varietat de tons més o menys marró-grisenc-verdosos que poden estar esquitxats de taques negres en concentracions també variables (més gran en els mascles adults, mentre que en les femelles no solen aparèixer). Malgrat aquestes varius, en general es pot apreciar una línia de punts negres al dors i una banda fosca a cada costat, llisa en les femelles i mascles joves i esquitxada de taques més fosques en els mascles adults. El color del ventre varia entre el blanquinós i el vermellós, amb ocasionals ocels blaus en algunes escates externes, mentre que la gola apareix reticulada en negre.
En la naturalesa es documenten formes melàniques, mentre que els casos d'albinisme només són coneguts en captivitat.

## Comportament
Aquesta espècie, pròpia de terrenys muntanyosos, pot colonitzar construccions humanes. Els mascles són territorials amb els membres del seu propi sexe, mentre que les femelles es mouen lliurement. L'aparellament té lloc a la primavera i la posta consta d'entre 3 i 8 ous que la femella enterra en un petit forat excavat per ella mateixa. Els ous es desclouen entre dos i tres mesos després. En arribar l'hivern, les sargantanes busquen refugi en alguna esquerda on passen els mesos freds en estat d'hibernació.
Igual que altres espècies similars s'alimenta d'insectes, és al seu torn víctima de petits mamífers carnívors com la musaranya, la mostela i els gats. Pot desprendre's de la cua en cas de ser aferrada per un depredador, cosa que li permet fugir. Més tard la cua es regenera.